# مدرسه ۲۲ بهمن
مدرسه ۲۲ بهمن مربوط به اوایل دوره پهلوی است و در ارومیه، تقاطع خیابان امام و خیام شمالی واقع شده و این اثر در تاریخ ۷ اسفند ۱۳۸۵ با شمارهٔ ثبت ۱۷۷۲۷ به‌عنوان یکی از آثار ملی ایران به ثبت رسیده است.